# Warnung der Bevölkerung in der Bundesrepublik Deutschland
Die Warnung der Bevölkerung in der Bundesrepublik Deutschland ist Teil des Bevölkerungsschutzes in Deutschland, welcher sich wiederum aus Katastrophenschutz (Zuständigkeit der Bundesländer) und Zivilschutz (Zuständigkeit des Bundes) zusammensetzt.

## Zuständigkeiten
Die Zuständigkeiten sind in § 6 im Dritten Abschnitt des Zivilschutz- und Katastrophenhilfegesetzes geregelt. Hiernach warnen die für den Katastrophenschutz zuständigen Behörden der Länder im Auftrag des Bundes auch vor den besonderen Gefahren, die der Bevölkerung im Verteidigungsfall drohen. Soweit die hierfür erforderlichen Warnmittel für Zwecke des Zivilschutzes nicht ausreichen, ergänzt der Bund das Instrumentarium.
Die Zuständigkeiten sind also gem. Art. 73 Nr. 1 Grundgesetz (GG) der ausschließlichen Gesetzgebungskompetenz des Bundes über „die Verteidigung einschließlich des Schutzes der Zivilbevölkerung“ und dem friedensmäßigen Katastrophenschutz gemäß der Art. 30 und Art. 70 Abs. 1 GG der Länder aufgeteilt.
Warnungen auslösende Stellen sind:
- Der Bund im Verteidigungs- oder Spannungsfall[2]
- Untere Katastrophenschutzbehörden eines Landkreises[3]

## Warnung in der Zuständigkeit des Bundes
Seit der Gründung des Bundesamtes für Bevölkerungsschutz und Katastrophenhilfe (BBK) im Jahr 2004 ist dessen Abteilung I -Krisenmanagement- zuständig. Zur Erfassung von Gefahren aus der Luft sind hierbei Vertreter im Nationalen Lage- und Führungszentrum für Sicherheit im Luftraum (NLFZ) eingesetzt. Zur Weitergabe der Warnung betreibt das BBK das Modulare Warnsystem (MoWaS), welches von den Bundesländern für deren Warnungen im Katastrophenschutz mitgenutzt und somit ständig beübt und verbessert werden kann.
Bundesweiter Warntag

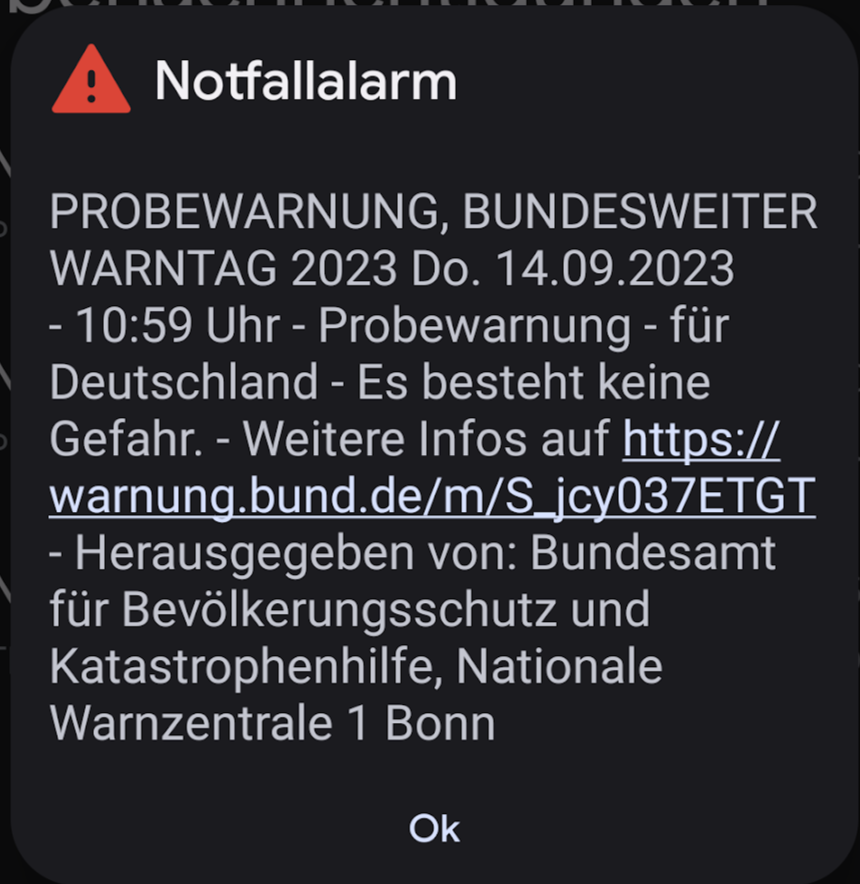
Bildschirmfoto vom Cell Broadcast zum Bundesweiten Warntag 2023

Der Bundesweite Warntag wird seit dem Jahr 2020 einmal jährlich am zweiten Donnerstag im September mit einer Warnung um 11:00 Uhr MESZ, verbunden mit einer Entwarnung um 11:45 Uhr durchgeführt.
Der nächste Bundesweite Warntag ist somit für den 11. September 2025 geplant.
Einführung nach der Wiedervereinigung Deutschlands
Am 10. September 2020 wurde auf Initiative des Präsidenten des BBK, Christoph Unger, erstmals nach der Wiedervereinigung wieder eine bundesweite Probewarnung durchgeführt. Diese wurde allerdings von einer technischen Panne überschattet. Die für 11 Uhr vorgesehene Probewarnmeldung wurde bei den ersten Nutzern erst rund eine halbe Stunde später über die offiziellen Warn-Apps wie z. B. NINA oder Katwarn ausgespielt – bei anderen Nutzern gar nicht. Zudem wurden keine Push-Benachrichtigungen versendet. Das BBK nannte als Grund für die verzögerten Probewarnungen eine teilweise Überlastung des MoWas. Sie beruhte insbesondere auf einer „nicht vorgesehenen gleichzeitigen Auslösung einer Vielzahl von Warnmeldungen“ durch Landes- und Kommunalbehörden, die sich damit gegenseitig blockierten und so das Versagen des Modularen Warnsystems herbeiführten. Bundesinnenminister Horst Seehofer (CSU) lastete den Fehlschlag jedoch dem SPD-Mitglied Unger an und löste ihn als Behördenleiter durch den bisherigen CDU-Bundestagsabgeordneten Armin Schuster ab. Die Personalentscheidung wurde sowohl von den oppositionellen Grünen als auch vom Koalitionspartner SPD als „planlos“ bzw. „Bauernopfer“ kritisiert.
Am 30. Juni 2021 verständigten sich die Innenminister von Bund und Ländern darauf, den ursprünglich für September 2021 geplanten Bundesweiten Warntag ausfallen zu lassen. Am 8. Dezember 2022 wurde der zweite Bundesweite Warntag durchgeführt. Dabei wurden außer den Sirenen, Radio und Fernsehen, Warn-Apps sowie digitalen Stadtanzeigetafeln auch erstmals Cell Broadcast als neues Warnmittel getestet. Das BBK schaltete bis zum 15. Dezember eine Online-Umfrage für Rückmeldungen zum Bundesweiten Warntag, an der bis zum 12. Dezember bereits rund 800.000 Mal teilgenommen wurde und deren Auswertung online verfügbar ist. Das BBK gab bekannt, dass die Durchführung erfolgreich gewesen sei, da das Zusammenspiel einzelner Systeme funktioniert habe und die Menschen in Deutschland auf das wichtige Thema Warnung aufmerksam gemacht worden seien. Ebenso konnten technische Probleme der Vergangenheit behoben werden.
Der dritte Bundesweite Warntag fand am 14. September 2023 statt, wobei wiederum eine Umfrage zur Verfügung gestellt wurde, die bis zum 21. September freigeschaltet war.
Der Bundesweite Warntag 2024 fand am 12. September 2024 mit einer bis zum 19. September freigeschalteten Bevölkerungsumfrage statt.

## Warnung in der Zuständigkeit der Bundesländer
Die einzelnen Bundesländer haben neben dem Bundesweiten Warntag noch zusätzliche Warntage.

### Nordrhein-Westfalen
In NRW gibt es seit 2018 die Warntage. Man lieferte damit die Blaupause für den Bundesweiten Warntag. In NRW finden zweimal jährlich landesweite Warntage statt. Der erste wird am zweiten Donnerstag im März um 11:00 Uhr MEZ durchgeführt und der zweite am zweiten Donnerstag im September um 11:00 Uhr MEZ, letzterer ist also deckungsgleich mit dem Bundesweiten Warntag.

### Bayern
Der Probealarm findet in Bayern immer am zweiten Donnerstag im März statt.
Die Regierungen werden ab 11:00 Uhr zeitlich versetzt für ihren Zuständigkeitsbereich die an das Modulare Warnsystem (MoWaS) angeschlossenen Warn-Apps und Warnmultiplikatoren auslösen (dies umfasst insbesondere die Warn-Apps NINA, Katwarn und BIWAPP sowie Cell Broadcast). Um 11:30 Uhr wird von den Regierungen eine Entwarnung gesandt. Eine Entwarnung über Cell Broadcast erfolgt nicht. Die Auslösung von Cell Broadcast über MoWaS erfolgt ausschließlich durch die jeweilige Regierung, um die Funktionsfähigkeit der regierungsbezirksweiten Auslösung unter realistischen Bedingungen zu erproben.

### Rheinland-Pfalz
In Rheinland-Pfalz fand der erste landesweite Warntag am 13. März 2025 statt.
Die Warnung wurde gegen 10:00 Uhr über das Modulare Warnsystem (MoWaS) im Lagezentrum Bevölkerungsschutz ausgelöst. Dabei kamen verschiedene Warnmittel zum Einsatz, darunter Cell Broadcast sowie Warn-Apps wie NINA und Katwarn. Je nach Möglichkeit und Verfügbarkeit unterstützten die Kommunen den landesweiten Warntag mit Lautsprecherdurchsagen, Sirenen oder mobilen Lautsprechern. Gegen 10:45 Uhr erfolgte die Entwarnung.

### Hessen
Am 13. März 2025 sind neben Sirenen auch alle weiteren Warnmöglichkeiten, wie die Warn-App hessenWARN und das vom Bund eingeführte „Cell-Broadcast“, zum Einsatz gekommen. Sowohl das Sirenensignal für den Probealarm ab 10:15 Uhr als auch das für die Entwarnung um 10:50 Uhr dauerten dann jeweils für eine Minute an.

## Das Grundprinzip des Warnmittelmixes
Beim Warnmittelmix werden verschiedene Möglichkeiten genutzt, die Warnungen durch das vom Bundesamt für Bevölkerungsschutz und Katastrophenhilfe (BBK) betriebene Modulares Warnsystem über die Warnmultiplikatoren wie etwa Medienanstalten, Betreiber von Stadtinformationstafeln oder die Deutsche Bahn und angeschlossene Warnmittel wie Radio, Fernsehen und den Mobilfunkdienst Cell Broadcast zielgerichtet und in einem Vorgang zu verbreiten. Dabei unterscheiden sich die Möglichkeiten für großflächige Katastrophenwarnungen im Bundesgebiet durch ihre Geschwindigkeit, dem erreichbaren Bevölkerungsumfang, der Ausfallsicherung und den fixen und variablen Kosten. Eine automatisierte und personenunabhängige Aktivierung im Katastrophenfall wird seit dem Aufbau des Zivilschutzes in der Bundesrepublik nach dem Zweiten Weltkrieg favorisiert.
Besondere Aufmerksamkeit liegt auf dem „Weckeffekt“, also der Möglichkeit, die Bevölkerung auf bestimmte Medien und deren Mitteilungen aufmerksam zu machen. Wenn eine Warnmeldung über ein bestimmtes Warnmittel wie Fernsehen, Radio oder Smartphone von einer Person im Gefahrenumfeld nicht wahrgenommen wird oder ein Warnmittel ausfällt, wird gleichzeitig über eine Vielzahl weiterer Warnmittel wie Stadtinformationstafeln, Warn-Apps, Lautsprecherwagen und Internetseiten gewarnt. Je mehr Warnmittel in den Warnmittelmix einbezogen werden, desto größer ist die Wahrscheinlichkeit, dass eine Warnmeldung die Menschen in Deutschland erreicht. Darüber hinaus ermöglicht es der Warnmittelmix, Warnmeldungen auf verschiedene Arten zu kommunizieren. Zusammen eingesetzt, ergänzen sich die einzelnen Warnmittel. So kann eine Sirene eine Warnung zwar lautstark verbreiten – damit wird ein hoher „Weckeffekt“ erreicht –, jedoch sind nur einzelne Signalfolgen möglich. Der Informationsgehalt einer Meldung in einer Warn-App oder im Radio ist dagegen deutlich höher. Gerade die wichtigen ersten Handlungsempfehlungen, wie sich Betroffene im ersten Moment vor einer Gefahr schützen können, werden auf diesen Wegen erst darstellbar. Und schließlich können Warnungen so auf akustischem, visuellem und haptischem (z. B. dem Vibrationsalarm eines Smartphones) Wege verbreitet werden. Deswegen setzt das BBK auf einen breiten Mix an analogen und digitalen Mitteln, um die Menschen in Deutschland vor Gefahren zu warnen.

### Sirenen
Ein zentrales und flächendeckendes, über MoWaS ansteuerbares Sirenensystem ist seit dem Ende des Kalten Krieges nicht mehr vorhanden, da die Sirenen den Kommunen übergeben wurden. Ein Nachfolger, der dem Tetra-Standard entspricht, befindet sich auch durch Sirenenförderungsprogramme des Bundes seit 2021 im Aufbau. Vereinzelt bestehen auch regionale Sirenensysteme; siehe Abschnitt Von den Bundesländern und regional genutzte Sirenensignale

### Radio und Fernsehen
Bereits angeschlossen an MoWaS sind eine Vielzahl der TV- und Radiosender (auch in Verbindung mit RDS und DAB sowie DAB+) und einige Online-Zeitungen, die entsprechend aktuelle Warnungen verbreiten können. Der Weckeffekt fehlt allerdings. Bei Stromausfällen nimmt der erreichbare Personenkreis außerdem rapide ab, da netzunabhängige Empfangsgeräte für den Rundfunk (bspw. Batterieradios, Autoradios, Mobiltelefone mit Radioempfang) nicht in allen und für den TV-Empfang in so gut wie keinen Haushalten vorhanden sind. Auch die Arbeit von TV- und Radiostationen kann in Katastrophenfällen eingeschränkt sein. Zwar verfügen viele große Stationen wie auch große Sendeanlagen über Notstromanlagen, gerade lokale Sender jedoch nicht immer. So war z. B. während des Hochwassers 2021 das WDR-Studio im stark betroffenen Wuppertal wegen Stromausfalls nicht sendefähig.
Digitalradios, die die neue, auf DAB+ basierende Katastrophen-Warntechnik Automatic Safety Alert (ASA)  unterstützen, sollen Benutzern im Katastrophenfall Audio-Warnungen schicken und hierfür aus dem Standby geweckt werden. ASA ist über ETSI TS 104 090 und ETSI TS 104 089 normiert.

### Lautsprecherwagen
In einigen Städten wurden Lautsprecherwagen angeschafft, mit denen die Bevölkerung im Ernstfall gewarnt und informiert werden kann. Diese kamen etwa in Bayern im Rahmen der COVID-19-Pandemie in Deutschland zum Einsatz. Eine flächendeckende Ausstattung gibt es jedoch nicht. Im Ernstfall wird zusätzliches Personal der Behörden für die Alarmierungsfahrten gebunden. Je nach Größe des abzudeckenden Gebietes und der Anzahl der verfügbaren Fahrzeuge kann die Warnung außerdem erheblich Zeit in Anspruch nehmen.

### Massen-Kurznachrichten (Cell Broadcast)
Individuelle SMS-Nachrichten sind für eine eilige Massenaussendung ungeeignet. In Tests dauerte es bis zu 24 Stunden, 50.000 Einwohner einer Stadt per SMS zu warnen. Eine Lösung bietet der Cell-Broadcast-Dienst, mit dem Kurznachrichten automatisch an alle Empfangsgeräte in einer Funkzelle versendet werden können. Die Technik benötigt keine App und funktioniert auch bei Geräten, die keine Smartphones sind, sogenannten Feature-Phones. Auch Personengruppen wie Touristen, die sich nicht dauerhaft in einem Gebiet aufhalten, werden erreicht.
Im Nachgang des Hochwassers in West- und Mitteleuropa 2021 wurde die Einführung von Cell Broadcast durch den Bundestag und den Bundesrat beschlossen. Das System steht seit dem 23. Februar 2023 zur Bevölkerungswarnung in Deutschland zur Verfügung. Entsprechend der Mobilfunk-Warn-Verordnung muss jeder Mobilfunknetzbetreiber mindestens zwei redundante und mit USV ausgestattete Cell Broadcast Center zur Entgegennahme der Warnungen von den Behörden betreiben. Cell Broadcast ist auf funktionierende Mobilfunkantennen angewiesen. Zu deren Notstromkapazität macht die Verordnung keine direkte Vorgabe. Nach Angaben des Betreibers Telefónica Deutschland (O2) sind die Mobilfunkanlagen mit Akkumulatoren zumindest gegen kurzzeitige Stromausfälle abgesichert, wichtige Knotenpunkte auch durch Notstromaggregate.

### Warn-Apps
Mehrere deutsche Behörden betreiben unterschiedliche Warn-Apps zur Warnung vor verschiedenen Schadensfällen:
- Als erste bundesweite Warn-App ist seit 2012 die Smartphone-App Katwarn erhältlich, die vom Fraunhofer-Institut für Offene Kommunikationssysteme und den öffentlichen Versicherern entwickelt worden ist. Katwarn bezieht seine Informationen sowohl von den Katastrophenschutzstäben der angeschlossenen Städte, Landkreise und Stadtstaaten als auch vom Deutschen Wetterdienst (DWD). Darüber hinaus verbreitet Katwarn die Warnungen vom Modularen Warnsystem (MoWaS) und wird auch in Österreich eingesetzt. Mit sogenannten Themen-Abonnements besteht die Möglichkeit, aktuelle Informationen zu ausgewählten Anlässen (bspw. Produktrückrufe, Großveranstaltungen) zu erhalten. Katwarn geriet im Jahr 2016 in die Kritik, als die App während des Anschlags in München 2016 wegen Überlastung nicht richtig funktionierte. Daraufhin kündigten die Entwickler an, die Serverkapazitäten verdoppeln zu wollen.
- 2015 erschien mit BIWAPP (kurz für „Bürger Info- und Warn-App“) eine regionale Warn- und Informations-App, über die angeschlossene Katastrophenschutzbehörden, Kommunen und kreisfreie Städte sowie deren Leitstellen direkt Meldungen und Katastrophenwarnungen versenden. BIWAPP kooperiert mit dem DWD und wurde an MoWaS als Multiplikator angeschlossen. Über BIWAPP werden auch Informationen über häufiger auftretende Besonderheiten (bspw. Großfeuer, Straßensperrungen oder Schulausfall) verbreitet.
- Seit Juni 2015 bietet das BBK die Warn-App NINA (kurz für „Notfall-Informations- und Nachrichten-App“) an, welche Warnungen im Bereich des Bevölkerungsschutzes sowohl von MoWaS, aus den Warnsystemen BIWAPP und Katwarn als auch vom DWD, sowie der Wasserstraßen- und Schifffahrtsverwaltung des Bundes bezieht. Zudem werden konkrete Handlungsempfehlungen bei Eintreten einer Gefahr und Ratschläge zur Vorbereitung auf Gefahrenlagen gegeben. Beim Bundesweiten Warntag im September 2020 erreichte der Probealarm über die Warn-Apps NINA und KATWARN die meisten Nutzerinnen und Nutzer erst mit über 30-minütiger Verspätung, häufig ohne Push-Mitteilung. Das BBK räumte technische Herausforderungen ein, die kurze Zeit nach dem Warntag bereits gelöst werden konnten.

Sowohl Katwarn als auch BIWAPP und die Warn-App NINA zeigen dem Nutzer oder der Nutzerin standortbezogene Warnmeldungen an. Hierbei können verschiedene feste Standorte, für die Nutzerinnen und Nutzer Warnungen empfangen möchte, angeben oder der aktuelle Standort mitgeteilt werden. Neben standort- sind auch anlassbezogene Warnungen und Kombinationen beider möglich.

### Weitere Warn-Apps

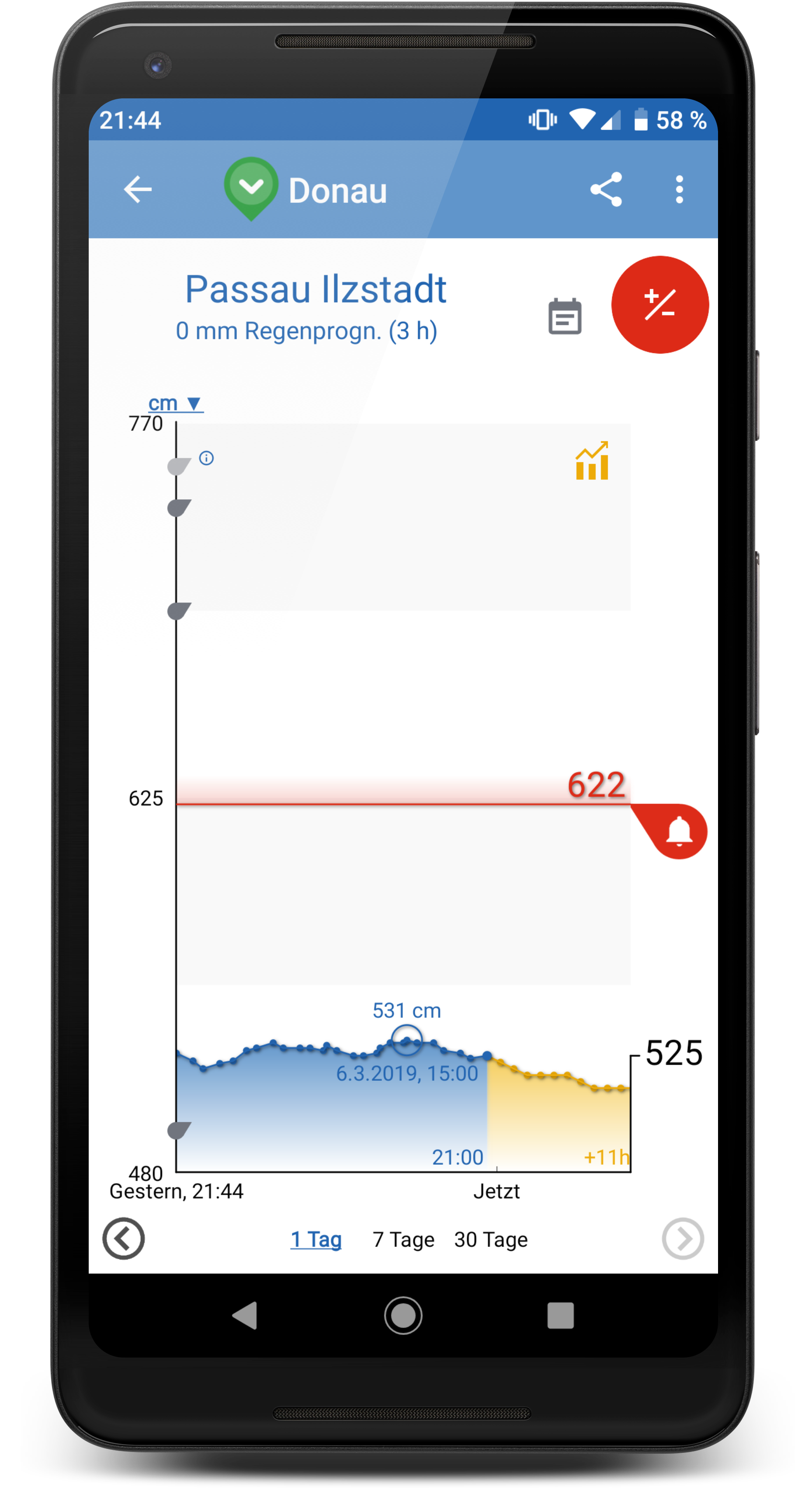
Bildschirmfoto der PegelAlarm-App für Android

- Die WarnWetter-App des Deutschen Wetterdienstes meldet Unwetter aller Art.
- Speziell für Hochwasser wurde 2015 die PegelAlarm-App eingeführt. Sie sammelt und vereinheitlicht Gewässerdaten wie Wasserstand und Abfluss aus Deutschland, aber auch Österreich, Schweiz, Südtirol, Slowakei, Großbritannien, Irland, Slowenien und seit 2019 auch USA. Die Warnung kann dabei vom Benutzer individuell auf einen festlegbaren Wasserstandsgrenzwert eingestellt werden. Wird dieser Wert erreicht oder überschritten, erfolgen Warnsignale. Die Entwicklung und der Betrieb werden durch das österreichische Bundesministerium für Nachhaltigkeit und Tourismus unterstützt.
- Die Hochwasserzentralen der deutschen Bundesländer und die Niederlande stellen seit 2016 eine ähnliche App („Meine Pegel“; zuerst für Android, iOS und WindowsPhone, seit Ende des Windows Phone Supports nur noch für Android und iOS) zur Verfügung.
- Das Unwetterwarnsystem WIND (englisch Weather Information on Demand, dt.: „Wetterinformation bei Bedarf“) ist ein privater Informationsdienst in Deutschland, der lokal und individuell vor Unwettern warnt.
- Zum genaueren Absetzen von Notrufen stellen die Bundesländer, insbesondere für Menschen mit Sprach- und Hörbehinderung, die Nora-App zur Verfügung, welche auch als zusätzlicher Kommunikationsweg und für Stille Notrufe genutzt werden kann.

## Geschichte

### Zeit vor 1945
Zur Zeit des Zweiten Weltkriegs wurden Sirenen ausschließlich zur Auslösung von Fliegeralarm genutzt. Das Signal bestand zunächst aus einem zweiminütigen Heulton, der später auf eine Minute verkürzt und durch einen Voralarm ergänzt wurde.

### Zeit von 1945 bis 1990

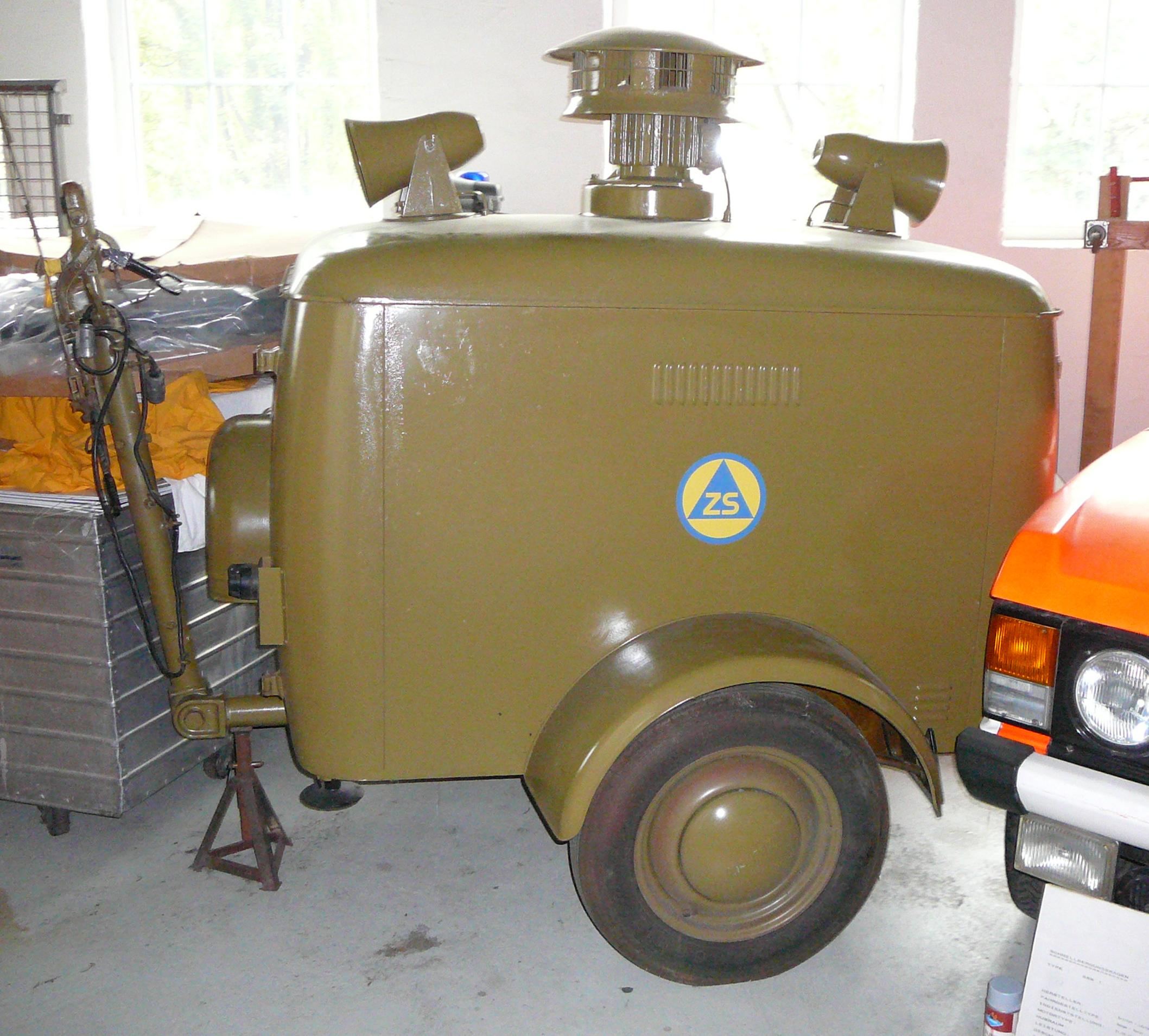
Sirenenanhänger (SLEA) des Zivilschutzes, Deutschland, ca. 1950

Anfang der 1950er Jahre bemühte man sich, den Zivil- und Katastrophenschutz neu zu organisieren. Dazu gehörte auch der Aufbau des Bundesamtes für Zivilschutz u. a. mit seinen unterstellten Warnämtern, sowie der Auf- und Ausbau eines flächendeckenden Alarmierungssystems, um im Spannungs- oder Verteidigungsfall zu warnen. Die Möglichkeit der flächendeckenden Warnung und Alarmierung erreichte man mit der Installation von Sirenen. Dazu zählten unter anderem das elektromechanische Sirenenmodell Einheitssirene 1957 (E57), aber auch sogenannte pneumatische Hochleistungssirenen, die in größeren Städten wie beispielsweise in Saarbrücken oder Kassel aufgestellt wurden. Bis zum Ende des Kalten Krieges wurden (auf westdeutschem Gebiet) die Sirenen zweimal jährlich bei einem Probealarm getestet. Dieser fand jeweils an einem Mittwoch im März und September gegen 10 Uhr statt. Dabei wurde zuerst ein einminütiger Dauerton, danach Luftalarm oder ABC-Alarm und schließlich noch einmal ein Dauerton ausgelöst.
In der DDR wurden Sirenen jeden Mittwoch um 13 Uhr getestet sowie bei Feueralarm verwendet. Die Sirenensignale waren in allen Schulen, Betrieben und öffentlichen Einrichtungen auf Schautafeln dargestellt. Die Standard-Motorsirene der DDR war das Modell VEM DS977.

### Entwicklungen seit 1990

#### Sirenenrückbau 1993
Nach der Wiedervereinigung bestanden zwei getrennte Sirenenwarnnetze in den alten und neuen Bundesländern, die ab 1993 aus Kostengründen stark ausgedünnt wurden. Von 80.000 Sirenen wurden letztlich 40.000 abgebaut und die Warnämter des Zivilschutz-Warndienstes aufgelöst. Begründet wurde der Abbau mit der veränderten Sicherheitslage durch das Ende des Kalten Krieges. Die Kommunen übernahmen teilweise die Sirenen vom Bund und tragen seitdem den Unterhalt der Sirenen selbst. Die Sirenen wurden, mit regionalen Unterschieden, für die Feuerwehr-Alarmierung sowie Bevölkerungswarnung genutzt.

#### Sirenen (Stand 2023)
Deutschland verfügt weiterhin über kein flächendeckendes Sirenennetz. Die Kommunen betreiben uneinheitlich Sirenen; die Alarmierungswege sind regional unterschiedlich. Es gibt auf Bundes-, Länder- und Kreisebene keine zentrale Stelle, die Sirenen auslösen kann. Zudem sind Sirenensignale deutschlandweit nicht einheitlich geregelt. Dies kann in der Bevölkerung zu Verwirrung führen. Ein Sirenensignal könnte somit von Land A zur Warnung genutzt werden, während Land B das gleiche Signal zur Entwarnung verwendet.
Seit 2019 besteht bundesweit die Empfehlung, im Frieden und Kriegsfall den einminütigen Heulton für die Bevölkerungswarnung und den einminütigen Dauerton für die Entwarnung zu nutzen.
Gemäß einer Abfrage des BBK konnten 2015 bundesweit ca. 15.000 Sirenen den 1-minütigen Heulton zur Warnung der Bevölkerung wiedergeben. Über ihre Ausfallsicherheit (Notstrombetrieb) gibt es keine Daten. Das Vorhandensein von Sirenen ist je nach Landkreis bzw. Gemeinde sehr unterschiedlich. Sofern die Kommunen dies wollten, wurden die stationären Sirenennetze in den 1990er Jahren in deren Verwaltung überführt und bestehen bis heute, wenn auch teils ausgedünnt. Manchmal sind die Sirenen jedoch nur zur Alarmierung der Freiwilligen Feuerwehr vorgesehen und werden nicht mehr zur Warnung der Bevölkerung verwendet. Die verwendeten stationären Sirenentypen setzen sich aus elektromechanischen Motorsirenen, wenigen noch vorhandenen pneumatischen Hochleistungssirenen und elektronischen Lautsprechersirenen zusammen.
Zu den Städten, die noch oder wieder über ein intaktes Sirenennetz verfügen, gehören unter anderem Aachen, Augsburg, Bonn, Darmstadt, Dresden, Duisburg, Düsseldorf, Erlangen, Freiburg im Breisgau, Hagen, Hamm, Karlsruhe, Kassel, Köln, Krefeld, Mannheim, Mainz, Moers, Mönchengladbach, Norderstedt, Pforzheim, Solingen, Saarbrücken, Wiesbaden und Wuppertal. Die Hansestadt Hamburg verfügt über ein Sirenennetz speziell zur Warnung vor Sturmfluten. In den einzelnen Landkreisen ergibt sich ein sehr unterschiedliches Bild. Zum Beispiel gibt es im Kreis Steinfurt nach wie vor ein zusammenhängendes Sirenennetz sowie auch ein mobiles System, das jeweils einmal im Monat getestet wird. Im Saarland existieren in vielen Gemeinden Sirenen, die vor allem der Alarmierung der Feuerwehr dienen. In Bayern sind in einem Umkreis von 25 Kilometern um alle Kernkraftwerke in allen Orten Sirenenwarnanlagen installiert, um in einem ernsten Störfall die Bevölkerung zu alarmieren. Dies entspricht der Vorgabe, dass Anlagen, die einem bestimmten Risikopotential zuzuordnen sind, die Warnung der Bevölkerung in ihrem Umfeld gewährleisten müssen. Die Bayerischen Sirenenanlagen werden mindestens zweimal im Jahr getestet.
In anderen Kreisen und Städten wurden wiederum alle Sirenen abgebaut. Meist erfolgte der Rückbau oder die Stilllegung des jeweiligen Netzes schon in den 1990er Jahren. Es sind jedoch auch jüngere Beispiele bekannt; so erfolgte der Abbau des stationären Sirenennetzes in Braunschweig um das Jahr 2010. Teilweise werden Sirenen auch nach Defekten außer Betrieb genommen oder nach Umbauten an den Gebäudestandorten nicht ersetzt. Ausschlaggebend für den Verzicht auf Sirenen sind vor allem die laufenden Kosten für Betrieb und Wartung.
Inzwischen installieren viele Kommunen wie z. B. die Kreise Recklinghausen, Minden-Lübbecke und die Städte Dortmund, Münster und Osnabrück wieder ein Sirenensystem, um die Menschen im Gefahrengebiet zuverlässig mit einer Warnung zu erreichen. Beim Neuaufbau oder dem Austausch von Sirenen werden in den meisten Fällen elektronische Sirenen installiert. Diese sind aufgrund der fehlenden mechanischen Teile wartungsärmer und können „still“ auf ihre Funktionstüchtigkeit überprüft werden. Außerdem kann bei ihnen bei Bedarf die Schallausbreitung in eine Richtung gelenkt werden. Ihre Leistung kann modular gewählt werden und sie können, sofern die entsprechende Übertragungstechnik verbaut ist, Sprachdurchsagen wiedergeben. Die in Deutschland installierten elektronischen Sirenen haben überwiegend Leistungen von 300 bis 3.600 Watt.
Funktionstests der Sirenen werden von den Städten und Gemeinden unterschiedlich gehandhabt, beispielsweise wird in Düsseldorf einmal jährlich getestet, in Dresden am zweiten Mittwoch eines jeden Quartals. Mechanische Sirenen müssen dabei grundsätzlich häufiger getestet werden als elektronische Sirenen, um Beeinträchtigungen wie Festrosten und dem Einnisten von Vögeln vorzubeugen. Aus diesem Grunde findet in einigen Kommunen bis heute wöchentlich ein Sirenentest statt.
Ein Neuaufbau des Netzes, welches dem TETRA-Standard entspricht, findet auch durch Sirenenförderungsprogramme des Bundes seit 2021 statt.

### Historische und nicht angewendete Alarmierungsmöglichkeiten

#### Zeitzeichensender DCF77
Im Jahr 2003 gab es einen kurzlebigen Versuch der damaligen Zentralstelle für Zivilschutz, im Bedarfsfall ein Warnsignal über den deutschen Zeitzeichensender DCF77 in Mainflingen bei Frankfurt/Main auszustrahlen. Vom 13. Oktober bis zum 10. Dezember 2003 wurden 39 Alarme innerhalb eines Tests mit 1.000 landesweit verteilten Empfängern gesendet. 2007 wurde das Deutsche Institut für Normung beauftragt, gemeinsam mit der Industrie einen Normentwurf „Bevölkerungswarnung durch Funkalarm mittels DCF77“ zu erstellen. Das Projekt wurde nicht weiter verfolgt.

#### Festnetz-Telefonie
Alarmierungen mit großer Reichweite und großem Informationsgehalt könnten mittels automatisierter Anrufe erreicht werden. Hierfür gibt es keine Infrastruktur in Deutschland. Für diesen Alarmierungsweg wäre die Installation von Alarmrechnern in den Vermittlungsstellen notwendig. Allerdings nimmt die Zahl der Festnetzanschlüsse ab.
Außerdem bietet diese Möglichkeit keine integrierte Ausfallsicherheit bei Stromausfällen (mehr). Im Gegensatz zu den bis noch vor einigen Jahren üblichen analogen oder ISDN-Telefonen, bei denen die Stromversorgung über das vom übrigen Stromnetz unabhängige Telefonnetz zum (Not-)Betrieb ausreichte, funktionieren die meisten Festnetzanschlüsse heute ohne externe Stromversorgung nicht mehr. Dies betrifft Anschlüsse über IP-Telefonie genauso, wie die mittlerweile üblichen DECT-Schnurlostelefone, deren Basisstationen Netzspannung benötigen. Ebenso sind Teile der Kommunikationsinfrastruktur wie die DSLAMs auf Netzstrom angewiesen.

## Von den Bundesländern und regional genutzte Sirenensignale

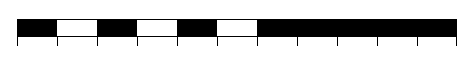
Zivilschutzalarm bis ca. 1975

Bundeseinheitliche Sirenensignale gibt es seit dem Rückbau des alten Zivilschutznetzes offiziell nicht mehr. Die Festlegung von Sirenensignalen obliegt derzeit den Katastrophenschutzbehörden der Bundesländer. Allerdings gleichen sich die Signale inzwischen weitestgehend.
In Deutschland wird nur ein Katastrophenwarn- und -alarmsignal verwendet. Bis etwa 1975 war dies ein zwei Minuten dauerndes Signal aus dreimal 12 Sekunden Dauerton mit 12 Sekunden Pause, gefolgt von 60 Sekunden Dauerton. Da der Anfang dieser Signalfolge dem der Freiwilligen Feuerwehren gleicht und Verwechslungen vermieden werden sollen, wird in Deutschland seither als Signal „Warnung der Bevölkerung“ ein einminütiger auf- und abschwellender Heulton (vormals als Fliegeralarm bekannt) verwendet. Das Signal bedeutet im Allgemeinen „Rundfunkgerät einschalten und auf Durchsagen achten“.
Als zweites Sirenensignal ist mitunter noch ein einminütiger Dauerton zur Entwarnung eingerichtet, das nach Ende der Gefährdungslage gegeben wird. Des Weiteren wird mitunter ein dreimaliger auf- und abschwellender Heulton mit anschließender Pause als spezifischer ABC-Alarm (etwa bei einem Atomunfall) verwendet.
Die für ein Signal verwendeten Schallzeichen und deren Vorschriften regeln die Bundesländer in eigenständigen Verordnungen oder Gesetzen. Beispiele:

### Bayern
Information des Bayerischen Staatsministerium des Innern – Sirenen- und Lautsprecherwarnung
Verordnung über öffentliche Schallzeichen, Vom 15. Juli 1998, (GVBl. S. 509) BayRS 2011-2-5-I

### Hessen
Feueralarm: 1 Minute Dauerton mit 2 kurzen Unterbrechungen
Warnung: 1 Minute auf- und abschwellender Dauerton
Entwarnung: 1 Minute konstanter Dauerton

### Nordrhein-Westfalen
Feueralarm: 1 Minute Dauerton mit 2 kurzen Unterbrechungen (abgeschafft zum 1. Januar 2024)
Warnung: 1 Minute auf- und abschwellender Dauerton
Entwarnung: 1 Minute konstanter Dauerton

### Sachsen
Signalprobe: 1 Ton von 12 Sekunden Dauer (immer mittwochs 15:00 Uhr)
Feueralarm: 3 Töne von je 12 Sekunden Dauer mit 12 Sekunden Pause
Warnung vor einer Gefahr: 6 Töne von jeweils 5 Sekunden Dauer mit 5 Sekunden Pause (1 Minute Heulton)
Entwarnung: 1 Dauerton von einer Minute

### Thüringen
Sirenenprobe: einmaliger Ton von 12 Sekunden Dauer (samstags um 11:30 Uhr)
Feueralarm: 3 Töne von je 12 Sekunden Dauer mit je 12 Sekunden Pause zwischen den Tönen
Warnung der Bevölkerung vor einer Gefahr: 1 Minute Heulton (6 Töne von je 5 Sekunden Dauer mit je 5 Sekunden Pause zwischen den Tönen)
Entwarnung: einminütiger Dauerton